# تشارلز كينت (كاتب)
تشارلز كينت (بالنرويجية البوكمول: Charles Kent)‏ هو محرر وكاتب نرويجي، ولد في 4 سبتمبر 1880 في كريستيانية في النرويج، وتوفي في 27 فبراير 1938 في أوسلو في النرويج.